# 高田馬場決鬥
高田馬場決鬥（日语：／ Takada no baba no kettō）是元祿7年2月11日（1694年3月6日）於江戶郊外高田馬場發生的決鬥，參與者皆為伊予國西條藩松平賴純的家臣。中山安兵衛（堀部安兵衛）在這場決鬥助陣而聞名。
長久以來講談、逸話、戲劇等在提及高田馬場決鬥時，常憑己意加入許多道聽塗說之辭。本條目係根據佐佐木杜太郎調査，以「細川侯爵家文庫」所藏「二月二十一日高田馬場喧嘩之事」（中山安兵衛為了死者菅野六郎左衛門向西條松平家的組頭丹羽彌二郎呈交的始末報告）為底本記述。

## 概要
元祿7年2月7日，伊予西條藩的藩士菅野六郎左衛門與村上庄左衛門一起執勤，兩人因年初的比武發生口角。由於其他藩士立即阻止，兩人交杯言和，但之後又發生爭論，最後決定在高田馬場決鬥。
關於參與決鬥的人員，菅野只叫了家裡的年輕隨從（若党）和提鞋男僕（草履取り）兩人，而村上家有三兄弟，家臣（家來）據說也有六、七人。在決鬥前，菅野到堀内道場向義侄堀部安兵衛道別，表示自己只帶了提鞋男僕和年輕隨從，在決鬥中應該沒什麼幫助。萬一被殺，就將妻子事務託付給安兵衛，並希望安兵衛替自己向村上報仇。對此，安兵衛表示無法接受事後報仇，自己身手矯健，不會變成拖累，應該直接參與決鬥才對。於是兩人一起前往高田馬場。
元祿7年2月11日四時辰半左右（上午11時過後），菅野一行人抵達高田馬場。安兵衛環視馬場四周，看到村上庄左衛門從馬場南端出現，年輕隨從環視四周，看到樹蔭下有村上之弟中津川祐見（文獻中記錄「此為針灸醫者是也」）與村上三郎右衛門（「此為浪人，在庄左衛門之下」，應該是村上庄左衛門的「家當居候」（食客））。看到夾攻之勢，菅野在安兵衛等人護衛下走近村上，村上也逼近，兩人相距十間（約182公分）時，菅野用譏諷的語氣說：「這真是罕有的場合呢。」村上也回敬：「真是罕見。」
決鬥開始，村上之弟村上三郎右衛門從哥哥庄左衛門後面繞過來，想要偷襲，安兵衛立刻舉刀往三郎右衛門的眉間劈過去。三郎右衛門受驚，放開了左手的刀，右手揮落的刀則被安兵衛用刀鍔抵住。三郎右衛門退後再斬，又被用鍔抵住，三郎右衛門想要抽刀，卻被安兵衛踏進反擊，從正面被劈成二半。
只有十間之距的菅野與村上互砍，村上劈中菅野眉心，安兵衛要跑過去支援菅野時，菅野垂死一擊，將村上的左右手砍斷。村上發出悲嚎「不行、不行」，同時又想往菅野眉間補上一擊（手被砍斷應該無法握刀，表示應該沒有完全砍斷），被安兵衛斬倒。剩下的中津川祐見砍了過來、也被安兵衛打倒。
這場決鬥中，堀部安兵衛斬倒人數有好幾種說法，若這份文獻中安兵衛所寫為真，安兵衛自認砍倒至少三人（村上庄左衛門、村上三郎右衛門、中津川祐見）。
決鬥場地高田馬場並非現代新宿區的高田馬場，而是新宿區西早稻田。

## 後日談
此次決鬥的傳聞使赤穗藩士堀部金丸邀請安兵衛成為其婿養子，安兵衛也參加因赤穗藩主淺野長矩刃傷事件而引起的元祿赤穗事件。

## 作品
小說
- 池波正太郎『堀部安兵衛』，『男人的秘图』（おとこの秘図）

電視劇
- 『喧嘩安兵衛 決闘高田ノ馬場』 - 主演高橋英樹，日本電視台，1989年
- 『忠臣蔵 決闘高田馬場』 - 主演世良公則，富士電視台，1996年
- 『堀部安兵衛』 - 主演小澤征悅，NHK，2007年

電影
- 『血煙高田馬場』 - 監督伊藤大輔，主演大河內傳次郎（日语：大河內傳次郎），1928年
- 『血煙高田の馬場』 - 監督牧野正博（日语：マキノ雅弘）、稻垣浩，主演阪東妻三郎（日语：阪東妻三郎），1938年
  - 戰後縮尺版『決闘高田の馬場』
- 『決戦高田の馬場』 - 監督渡邊邦男（日语：渡辺邦男），主演市川右太衛門，1952年

歌舞伎
- 『決闘! 高田馬場』 - 脚本三谷幸喜，主演市川染五郎，PARCO劇場（日语：PARCO劇場），2006年3月

落語
- 『高田馬場』